# صواعة (حزم العدين)

تعديل مصدري - تعديل

صواعة محلة تابعة لقرية الوقعة، التابعة لعزلة السيدم بمديرية حزم العدين إحدى مديريات محافظة إب في الجمهورية اليمنية، بلغ تعداد سكانها 98 حسب تعداد اليمن لعام 2004.